# Partition autrichienne

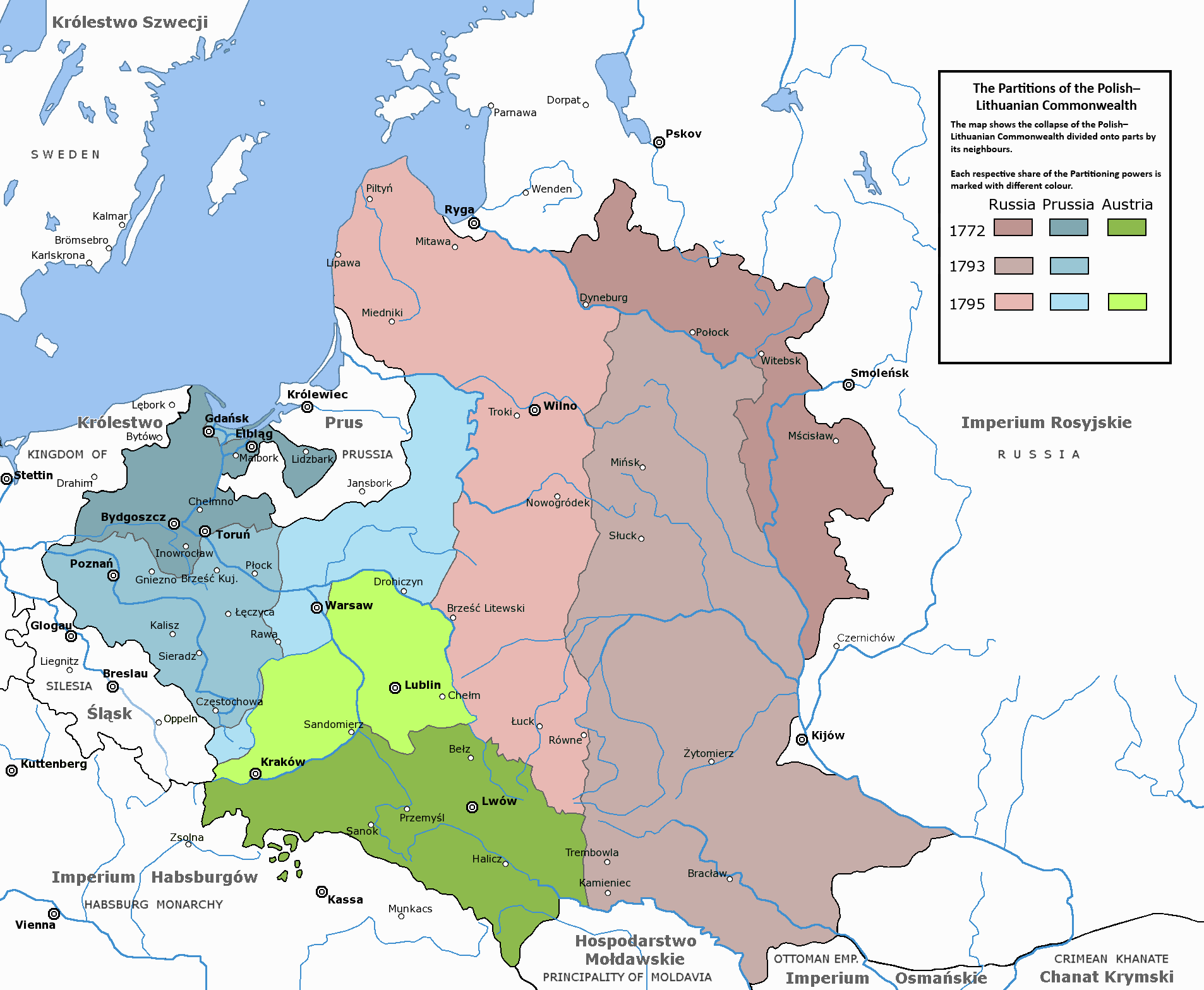
Les trois partitions de la république des Deux Nations. La partition russe (rouge), la partition autrichienne (verte) et la partition prussienne (bleue).

La partition autrichienne (polonais : zabór austriacki) comprend les anciens territoires du république des Deux Nations acquis par la monarchie des Habsbourg lors des partitions de la Pologne à la fin du xviiie siècle. Les trois partitions ont été menées conjointement par l'Empire russe, le royaume de Prusse et l'Autriche des Habsbourg, entraînant l'élimination complète de la Couronne polonaise. L'Autriche a acquis des terres polonaises lors de la première partition de 1772 et la troisième partition de la Pologne en 1795. En fin de compte, le secteur autrichien englobait la deuxième plus grande part de la population de la république des Deux Nations après la Russie ; plus de 2,65 millions de personnes vivaient sur 128 900 km2 de terres constituant l'ancienne partie centre-sud de la République.